# Бокс в Азербайджане
Бокс в Азербайджане — направление развития спорта Азербайджана.

## История
Бокс в Азербайджане как спорт начал формироваться в начале XX века. Прибывавшие в Баку рабочие, инженеры, специалисты по нефти начали распространять этот вид спорта в Азербайджане.  В 1920-х годах в Баку начали проводиться первые бои любительских боксёров.
В 1920-е годы в Азербайджанском промышленном институте и Центральном доме физической культуры были организованы кружки по боксу.
В 1924 году была создана Федерация бокса Азербайджана.  В конце 1920-х годов начали проводиться международные бои с участием боксёров из Азербайджана.
Аббас Агаларов выступал за сборную СССР. В 1936 году он первым из азербайджанских боксёров получил звание мастера спорта СССР.
Боксёры из Азербайджана участвовали в чемпионатах СССР и спартакиадах народов СССР.
В 1926 году боксёры Азербайджана стали победителями чемпионата Закавказья по боксу.
В 1929 году была проведена международная встреча Азербайджан — Турция. В 1931 году состоялась повторная такая встреча.
В годы Великой отечественной войны в сражениях погибли азербайджанские боксёры Леонид Каюров, Николай Китасов. Герой СССР Мехти Гусейнзаде также занимался боксом.
Боксеры Аббас Агаларов, Ислам Гашимов становились чемпионами и призерами на первенствах СССР.
С 1972 года ежегодно проводились международные турниры по боксу памяти Аббаса Агаларова.

## Чемпионат Азербайджана
Первый чемпионат Азербайджана по боксу был проведён в 1926 году.

### 2023
Чемпионат проведён с 3 по 8 декабря 2023 года. В чемпионате приняли участие 167 боксеров из 41 клуба Азербайджана. Медали вручались в 13 весовых категориях. 14 команд являлись представителями регионов.
Чемпионами стали Гасан Маликов, Масуд Юсифзаде, Амин Мамедзаде, Шамиль Аскеров, Магсуд Хасметов, Тайфур Алиев, Наби Искендеров, Сархан Алиев, Кямран Шахсуварлы, Фаган Мамедов, Сеид Сеидов, Рауф Рагимов, Йоханес Нуриев.
В командном зачёте первое место занял спортивный клуб «Нефтчи», ЦСК — второе место, «Золотая перчатка» — третье. Лучшим боксёром чемпионата признан Сеид Сеидов, лучшим арбитром — Эльхан Гулиев, лучшим тренером — Рагим Аллахвердиев.  

### 2024
Мужской и женский чемпионаты Азербайджана по боксу проведены с 15 по 20 декабря 2024 года. Чемпионат прошёл в Бакинском центре бокса. Определены победители в 13 весовых категориях среди мужчин и 5 весовых категориях среди женщин. В чемпионате приняли участие 200 спортсменов (178 мужчин, 22 женщины), представлявшие 41 команду.

## Чемпионат Европы
На чемпионате Европы по боксу 1993 года Ровшан Гусейнов завоевал золотую медаль. До 2011 года это была единственная золотая медаль Азербайджана на чемпионатах Европы по боксу. В 2011 году Салман Ализаде также завоевал золотую медаль.
На чемпионате Европы по боксу 2002 и чемпионате Европы по боксу 2006 Шахин Имранов завоевал серебряные медали.
На чемпионате Европы по боксу 2006 Шахин Имранов, Самир Мамедов, Рагиб Бейляров завоевали серебряные,  Эльчин Ализаде — бронзовую медали.
На чемпионате Европы по боксу 2010 Эльвин Мамишзаде завоевал серебряную медаль.
На чемпионате Европы по боксу 2011 Салман Ализаде, Теймур Мамедов завоевали золотые, Гайбатулла Гаджиалиев — бронзовую медали.
На чемпионате Европы по боксу 2013 Теймур Мамедов завоевал серебряную, Салман Ализаде, Эльвин Мамишзаде — бронзовые медали.   

## Чемпионат мира
На чемпионате мира по боксу 2003 Агаси Мамедов завоевал золотую медаль. Это стало первой золотой медалью Азербайджана на чемпионатах мира по боксу. Тофиг Ахмедов и Руслан Хаиров завоевали бронзовые медали.
На чемпионате мира по боксу 2005 Рамал Аманов и Эльчин Ализаде завоевали серебряные, Эмиль Маггерамов — бронзовую медали.
На чемпионате мира по боксу 2007 Самир Мамедов завоевал бронзовую медаль.
С 26 сентября по 8 октября 2011 года в Баку проведён 16-й чемпионат мира по боксу. Турнир носил характер отборочного к олимпийским играм 2012. Магомедрасул Меджидов завоевал золотую, Теймур Мамедов — серебряную медали.
На чемпионате мира по боксу 2013 Теймур Мамедов завоевал бронзовую медаль.
Айнур Рзаева завоевала бронзовую медаль на чемпионате мира по боксу среди женщин 2023, став первой в истории Азербайджана женщиной, завоевавшей медаль на чемпионате мира.

## Олимпийские игры
На олимпийских играх 2000 года Вугар Алекперов завоевал бронзовую медаль. Это стало первой олимпийской медалью в боксе Азербайджана.
На олимпийских играх 2004 Агаси Мамедов и Фуад Асланов завоевали бронзовые медали.
На олимпийских играх 2008 года Шахин Имранов завоевал бронзовую медаль.
На олимпийских играх 2012 Теймур Мамедов завоевал бронзовую медаль.

### 2024
Первым из азербайджанских боксёров лицензию на Игры-2024 завоевал Мурад Аллахвердиев, благодаря тому, что сумел пробиться в полуфинал Европейских игр 2023. Вторую лицензию на этом же турнире завоевал Мухаммад Абдуллаев благодаря выходу в финал Евроигр.

12 марта 2024 года Ниджат Гусейнов завоевал лицензию на летние Олимпийские игры «Париж-2024», победив Роско Хилла (США) в 1/4 финала Первого всемирного олимпийского квалификационного турнира, прошедшего в Бусто-Арсицио (Италия).

## Европейские игры

### I Европейские игры
На I Европейских играх, проведённых в Баку, сборная Азербайджана завоевала 6 золотых, 1 серебряную, 4 бронзовые медали, заняв 1 место в командном зачёте по боксу.
Теймур Мамедов, Эльвин Мамишзаде, Альберт Селимов, Лоренсо Сотомайор, Парвиз Багиров, Абдулкадир Абдуллаев завоевали золотые, Хайбула Мусалов завоевал серебряную, Тайфур Алиев, Магомедрасул Меджидов, Яна Алексеевна, Анна Алимарданова — бронзовые медали.

## Юношеские соревнования
В 1992 году в Эдинбурге (Шотландия) на юношеском чемпионате Европы по боксу Адалят Мамедов завоевал золотую медаль. В том же году на юношеском  чемпионате мира по боксу он завоевал бронзовую медаль.
Ровшан Гусейнов в 1993 году на юношеском чемпионате Европы по боксу в Салониках (Греция) завоевал золотую медаль.
В августе 1999 года в Баку был проведён чемпионат Европы среди кадетов Первое место заняла Россия, второе — Азербайджан. Сборная Азербайджана завоевала 4 золотые, 1 серебряную, 4 бронзовые медали.
С 11 по 21 октября 2001 года в Баку проведён чемпионат мира среди кадетов. Первое место заняла также Россия, второе — Азербайджан. Сборная Азербайджана завоевала 2 золотые, 4 серебряные, 4 бронзовые медали.
С 31 августа по 9 сентября 2007 года в Баку проведён чемпионат мира по боксу среди кадетов. Сборная Азербайджана заняла первое место, завоевав 2 золотые, 2 серебряные, 3 бронзовые медали. Второе место заняла Россия, третье — Индия.
В августе 2009 года Эльвин Мамишзаде завоевал золотую, Эльвин Исаев и Эмиль Ахмедов — серебряные, 4 боксёра — бронзовые медали на молодёжном чемпионате Европы, прошедшем в г. Щецин (Польша). Сборная заняла второе место в командном зачёте.
С 25 мая по 3 апреля 2010 года в Баку был проведён чемпионат мира по боксу среди юношей. Турнир носил характер лицензионного к летним юношескии Олимпийскии играм 2010. Салман Ализаде и Шабан Шахпеленгов завоевали золотые, Эльвин Исаев — бронзовую медаль.
На самой олимпиаде Салман Ализаде и Эльвин Исаев завоевали серебряные медали.
В 2010 году Шабан Шахпеленгов был признан Международной ассоциацией бокса лучшим молодым боксёром.
В апреле 2024 года Билалхабаши Назаров и Омар Асланлы завоевали золотые медали на молодежном чемпионате Европы по боксу (Пореч, Хорватия).
В июне 2025 года Хикмет Мамедов завоевал бронзовую медаль на международном турнире по боксу в Туркестане (Казахстан).

#### Чемпионат Европы в возрасте до 23 лет 2024
В октябре 2024 года на чемпионате Европы по боксу среди боксёров в возрасте до 23 лет, проходящем в Софии (Болгария),  Руслан Гадиров в 1/16 финала победил Георгиоса Георганцаса (Греция) со счетом 5:0 (30:26, 30:26, 30:26, 29:27, 30:26). В 1/8 финала он встретится со со Стефаном Самовичем (Сербия).
Ильгар Салахов победил Горана Миочича (Хорватия) со счетом 5:0 (29:28, 30:27, 30:27, 29:28, 29:28). В 1/8 финала он встретится с Сафи Або Шабано (Израиль).
Зейнаб Рахимова проиграла представительнице Франции Башеле Синделе со счетом 0:5 (30:27, 30:27, 30:27, 29:28, 30:27).
Всего в составе сборной на чемпионате участвуют 13 боксёров Азербайджана.

### Dracula Open 2025
В феврале 2025 года Азербайджанские боксёры приняли участие в турнире Dracula Open в Румынии.
Хикмет Мамедов, Зидан Гумбатов, Субхан Бабаев, Магомед Джафаров вышли в финал.
Билалхабаши Назаров и Аббасгулу Шадлински дошли до полуфинала.
Ренат Гияслы дошёл до четвертьфинала, уступив в четвертьфинале Аббасгулу Шадлински.
Багир Амирханлы, Мирджалал Мирагаев, Гусейн Гусейнли завоевали бронзовые медали.

## Иные соревнования
На кубке мира по боксу в 2002 году в Астане (Казахстан) сборная Азербайджана заняла 5 место из 12 команд.
На кубке мира по боксу 2005 года в Москве сборная Азербайджана поделила 3 и 4 место с Казахстаном.
Кубок мира по боксу 2006 прошёл с 15 по 21 октября в Баку. Сборная Азербайджана поделила 3 и 4 место с Украиной.
В 2009 году в Баку был проведён кубок президента AIBA по боксу. Эмиль Магеррамов завоевал золотую, Садиг Эйнуллаев — серебряную, Эльшан Исмаилов и Исмет Эйнуллаев — бронзовые медали.
28 декабря 2023 года проведён международный турнир по боксу, посвященный 100-летнему юбилею Г. Алиева.
В марте 2024 года на молодёжном турнире по боксу «Жемчужина Адриатики» в г. Будва (Черногория) Зидан Гумбатов завоевал золотую, Билалхабаши Назаров — серебряную медали.

### Турнир «Великий шелковый путь» 2024
С 24 по 28 марта 2024 года в Баку проведён международный турнир по боксу «Великий шелковый путь». В турнире приняли участие 121 спортсмен из 11 стран, в том числе Азербайджана, Узбекистана, России, Польши, Казахстана, Кыргызстана, Таджикистана, Ирана, Италии, Пакистана и Венгрии. Среди мужчин определялись победители в 13 весовых категориях, среди женщин — в пяти весовых категориях. Главным судьёй турнира стал Анар Бабанлы, супервайзером — Драголюб Радович.
Гасан Меликов, Шамиль Аскеров, Тайфур Алиев завоевали золотые медали. Эзрек Бабиров, Мурад Аллахвердиев, Альфонсо Домингес завоевали серебряные медали. Сархан Будагов, Мухаммед Абдуллаев, Малик Гасанов, Ильгар Салахов, Кямран Шахсуварлы, Миршариф Кязимзаде завоевали бронзовые медали.
Среди азербайджанских бкосёров-женщин Марджона Савриева, Зейнаб Рагимова завоевали золотые медали. Гюнель Рагимова, Мехпара Мамедова, Лала Намазлы завоевали серебряные медали. Анаханым Исмайлова, Наргиз Зейналова, Мехсети Хамзаева, Айсу Дарвишева завоевали бронзовые медали.
Всего сборная Азербайджана завоевала 21 медаль. в общекомандном зачете сборная Азербайджана заняла второе место.

## Сборные по боксу

### Мужская национальная сборная
В феврале 2025 года сборная примет участие в международном турнире «Strandja» (София, Болгария).
Главные тренеры:
- Владимир Золотарёв (? — 25 августа 2014)[24]
- Педро Роке (25 августа 2014—2016)[24][25]
- Педро Роке (26 апреля 2022 — 11 августа 2024)[25][26]
- Равшан Ходжаев (с 23 октября 2024)[27]

### Молодёжная сборная
Главные тренеры:
- Эльбрус Рзаев[26]

### Юношеская сборная
Главные тренеры:
- Вагиф Кязимов[26]

### Женская сборная
Главные тренеры:
- Ядигар Мамедов[26]

## Федерация бокса Азербайджана
Федерация была основана в 1924 году. С 1992 года Федерация является членом Международной ассоциации бокса и Европейской конфедерации бокса.
5 июня 2015 года открыто новое административное здание Федерации площадью 25 000 м2. В здании функционирует центр бокса, спортивные залы, зал для соревнований на 1 000 мест, центр организации прямых телетрансляций соревнований.
При федерации действует музей.
Президенты
- Агаджан Абиев (1984 — 23 января 2009)
- Кямаледдин Гейдаров (23 января 2009 — 30 декабря 2021)[28]
- Сахиль Бабаев (с 9 февраля 2022)[28]

## Инфраструктура
Действуют центры бокса в Сумгаите, Ленкорани .

## Судейский корпус
В апреле 2024 года Международной ассоциацией бокса 14 азербайджанским боксёрским рефери Фархаду Рахманову, Месмеханым Салимовой, Саррафу Самедову, Асифу Мамедову, Насреддину Мамедову, Ильгару Гасымзаде, Станиславу Крылову, Рамизу Янгалиеву, Самиру Бахышеву, Бабаали Салимзаде, Шабану Шахпеленгову, Фамилю Бабаеву, Эльтаджу Алиеву и Лачину Бахышеву выдана международная категория.